# Lekkoatletyka na Letnich Igrzyskach Olimpijskich 1932 – dziesięciobój mężczyzn

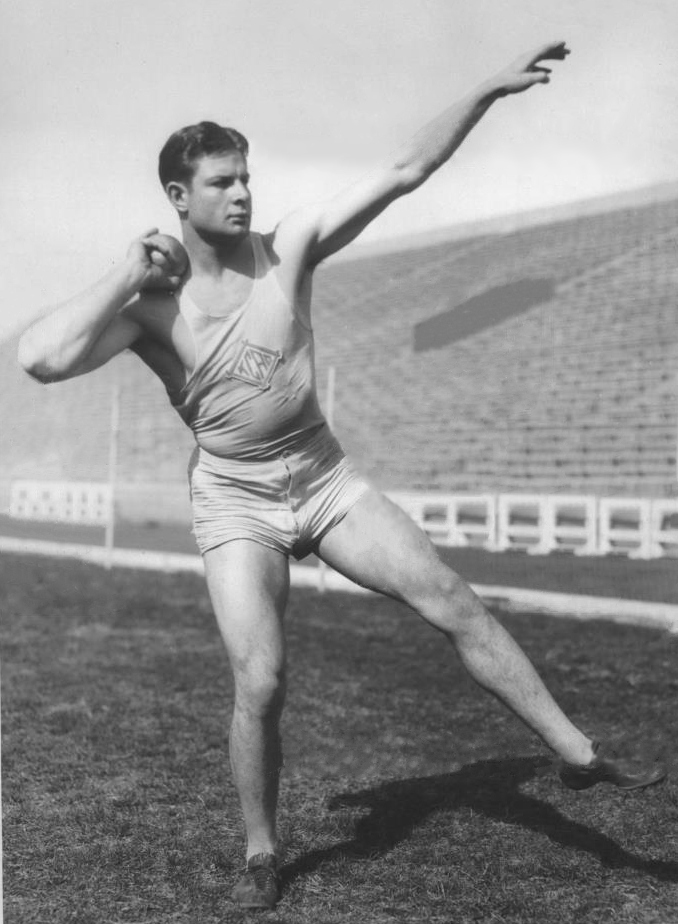
James Bausch

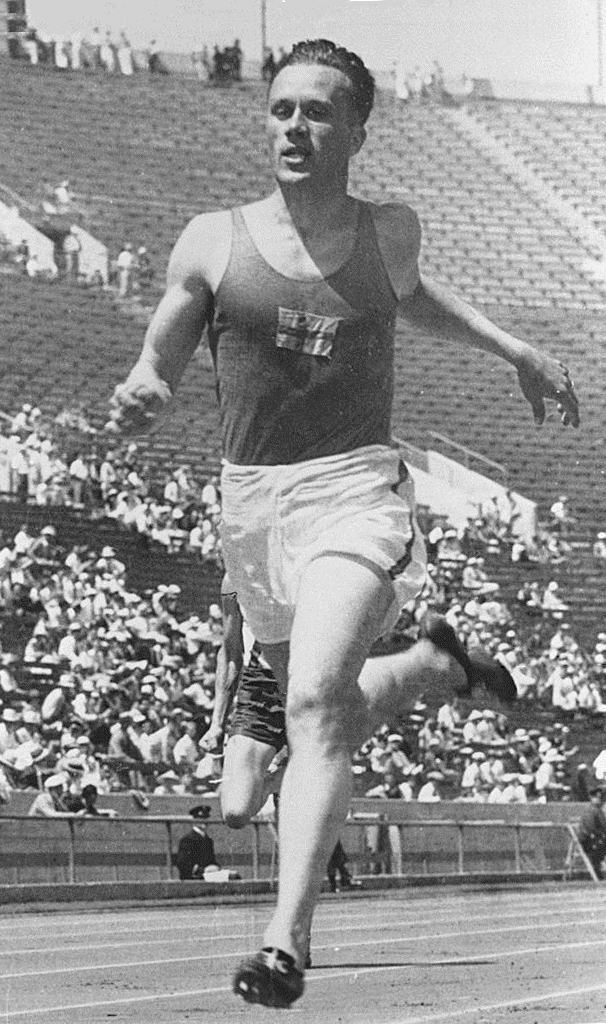
Akilles Järvinen

Dziesięciobój mężczyzn był jedną z konkurencji rozgrywanych podczas X Letnich Igrzysk Olimpijskich. Został rozegrany 5 i 6 sierpnia 1932 roku na stadionie Los Angeles Memorial Coliseum w Los Angeles. Wystąpiło 15 zawodników z 10 krajów.

## Rekordy
|                   | Zawodnik         | Wynik           | Miejsce   | Data              |
| ----------------- | ---------------- | --------------- | --------- | ----------------- |
| Rekord świata     | Akilles Järvinen | 8255,475 (6865) | Wyborg    | 19–20 lipca 1930  |
| Rekord olimpijski | Paavo Yrjölä     | 8053,290 (6587) | Amsterdam | 3–4 sierpnia 1928 |

## Terminarz
| Data            |                                 | Godzina |
| --------------- | ------------------------------- | ------- |
| 5 sierpnia 1932 | Bieg na 100 metrów              | 10:00   |
| 5 sierpnia 1932 | Skok w dal                      | 11:00   |
| 5 sierpnia 1932 | Pchnięcie kulą                  | 14:30   |
| 5 sierpnia 1932 | Skok wzwyż                      | 15:30   |
| 5 sierpnia 1932 | Bieg na 400 metrów              | 16:30   |
| 6 sierpnia 1932 | Bieg na 110 metrów przez płotki | 10:00   |
| 6 sierpnia 1932 | Rzut dyskiem                    | 11:00   |
| 6 sierpnia 1932 | Skok o tyczce                   | 14:30   |
| 6 sierpnia 1932 | Rzut oszczepem                  | 16:30   |
| 6 sierpnia 1932 | Bieg na 1500 metrów             | 17:30   |

## Wyniki
| Poz. | Zawodnik              | Reprezentacja     | Punkty          | 100 m  | W dal  | Kula    | Wzwyż  | 400 m  | 110 ppł | Dysk    | Tyczka | Oszczep | 1500 m | Uwagi |
| 1    | James Bausch          | Stany Zjednoczone | 8462,235 (6736) | 11,7 s | 6,95 m | 15,32 m | 1,70 m | 54,2 s | 16,2 s  | 44,58 m | 4,00 m | 61,91 m | 5:17,0 | [ 1 ] |
| 2    | Akilles Järvinen      | Finlandia         | 8292,480 (6879) | 11,1 s | 7,00 m | 13,11 m | 1,75 m | 50,6 s | 15,7 s  | 36,80 m | 3,60 m | 61,00 m | 4:47,0 | [ 3 ] |
| 3    | Wolrad Eberle         | Niemcy            | 8030,805 (6661) | 11,4 s | 6,77 m | 13,22 m | 1,65 m | 50,8 s | 16,7 s  | 41,34 m | 3,50 m | 57,49 m | 4:34,4 | [ 4 ] |
| 4    | Wilson Charles        | Stany Zjednoczone | 7985,000 (6716) | 11,2 s | 7,24 m | 12,56 m | 1,85 m | 51,2 s | 16,2 s  | 38,71 m | 3,40 m | 47,72 m | 4:39,8 |       |
| 5    | Hans-Heinrich Sievert | Niemcy            | 7941,075 (6515) | 11,4 s | 6,97 m | 14,50 m | 1,78 m | 53,6 s | 16,1 s  | 44,54 m | 3,20 m | 53,91 m | 5:18,0 |       |
| 6    | Paavo Yrjölä          | Finlandia         | 7687,990 (6385) | 11,8 s | 6,59 m | 13,68 m | 1,75 m | 52,6 s | 17,0 s  | 40,77 m | 3,10 m | 56,12 m | 4:37,4 |       |
| 7    | Clyde Coffman         | Stany Zjednoczone | 7534,410 (6265) | 11,3 s | 6,77 m | 11,86 m | 1,70 m | 51,8 s | 17,8 s  | 34,40 m | 4,00 m | 48,88 m | 4:48,0 |       |
| 8    | Bob Tisdall           | Irlandia          | 7327,170 (6398) | 11,3 s | 6,60 m | 12,58 m | 1,65 m | 49,0 s | 15,5 s  | 33,31 m | 3,20 m | 45,26 m | 4:34,4 |       |
| 9    | Erwin Wegner          | Niemcy            | 7179,935 (6189) | 11,4 s | 6,41 m | 11,70 m | 1,65 m | 51,6 s | 15,4 s  | 33,26 m | 3,10 m | 53,83 m | 4:47,8 |       |
| 10.  | Péter Bácsalmási      | Węgry             | 7001,735 (5788) | 12,0 s | 6,71 m | 11,90 m | 1,70 m | 53,8 s | 17,7 s  | 41,45 m | 3,50 m | 48,59 m | 5:34,2 |       |
| 11.  | Harry Hart            | Południowa Afryka | 6799,255 (5697) | 11,7 s | 6,14 m | 13,31 m | 1,65 m | 57,2 s | 15,6 s  | 40,62 m | 3,10 m | 50,49 m | 5:48,2 | [ 5 ] |
| –    | Jānis Dimza           | Łotwa             | DNF             | 11,3 s | 7,22 m | 14,33 m | 1,78 m | 54,8 s | 16,4 s  | 40,76 m | 3,50 m | –       | –      |       |
| –    | Zygmunt Siedlecki     | Polska            | DNF             | 11,6 s | 6,49 m | 13,56 m | 1,70 m | 53,8 s | 17,0 s  | 39,05 m | 3,00 m | –       | –      |       |
| –    | Héctor Berra          | Argentyna         | DNF             | 11,1 s | 7,14 m | –       | –      | –      | –       | –       | –      | –       | –      |       |
| –    | Carlos Woebcken       | Brazylia          | DNF             | DNF    | –      | –       | –      | –      | –       | –       | –      | –       | –      |       |